# VirtueMart
VirtueMart je open source rozšíření (komponenta) pro redakční systém Joomla! a Mambo. Může být provozován jako internetový obchod nebo jako katalog zboží.
Jedná se o třetí nejpoužívanější e-commerce systém na světě. Podporuje funkce, jako jsou, dárkové kupony, mnoho platebních bran, více světových měn, multijazyčnost atd. Spolu s komponentami třetích stran pak i export pro Heuréka.cz, Zboží.cz a další. V nejnovější verzi VirtueMart 2 je již i podpora SEO!
VirtueMart používá databázi MySQL a napsán je v jazyce PHP. VirtueMart šířen pod licencí GNU GPL.